# Догмуш
Догмуш (иногда Дугмуш) — палестинский клан в Газе.
Клан Догмуш базируется в районах Телль-аль-Хава и Сабра в Газе. Это одна из крупных вооруженных семейных группировок, имеющих долгую историю конфликтов с движением ХАМАС, а также вовлечения в организованную преступность и торговлю оружием.
Клан возглавляет террористическую группировку «Армия Ислама» и имеет связи с «Аль-Каидой».

## Известные инциденты
В 2007 году члены клана похитили британского журналиста Алана Джонстона, удерживая его с марта по июль.
В 2006 году Догмуш также, по сообщениям, участвовал в похищении израильского солдата Гилада Шалита.
В ноябре 2024 года сообщалось, что ХАМАС казнил лидера клана, имя которого не раскрывается. Это было связано с обвинениями в хищении гуманитарной помощи и предполагаемом сотрудничестве с Израилем. Казнь произошла в семейном комплексе, где были убиты несколько человек.
Ранее клан неоднократно вступал в противостояние с ХАМАС из-за разногласий и конкурирующих интересов, хотя официально заявлял о своей поддержке ХАМАСа.

## Роль в современной Газе
Традиционно семейные кланы в Газе, такие как Догмуш, обладают значительным влиянием и вооружением. Однако их влияние в последние годы снизилось из-за укрепления позиций политических движений, таких как ХАМАС и ФАТХ.
На фоне продолжающегося конфликта между Израилем и ХАМАСом обсуждалась идея задействовать кланы для управления гражданскими делами в Газе. Однако эксперты скептически оценивают этот подход, отмечая ослабление влияния кланов в современной палестинской политике.